# 박용진 (무술가)
박용진은 유도 6단, 합기도 9단, 태권도 8단인 사범이자 운동스포츠과학 겸임 강사로 1973년부터 2013년까지 아이오와 주립 대학교 에서 무술( 합기도, 유도, 태권도 )을 지도했다 용인대학교 체육학과를 졸업하고  1986년부터 2007년까지 전국대학태권도협회 회장을 지냈다.
그의의 지도하에 IS 태권도 클럽(이전에는 캠퍼스에 이미 다른 태권도 클럽이 존재하여 가라테 클럽으로 만들어짐)이 전국 대학 선수권 대회에서 여러 번 우승했다. 또한 팬아메리칸 월드 항공 및 굿윌 게임에서 모두 지도 역할을 맡았다. 그는 또한 교과서인 '태권도'를저술했다.
태권도 라이프 매거진'은 2021년 4월판은 국제 커버 스토리로 박 그랜드마스터의 삶과 공헌을 다뤘다.